# サイバーガジェット
株式会社サイバーガジェット（CYBER GADGET Inc.）は、東京都千代田区に本社を置くゲーム機関連商品の製造販売会社。自社内での企画・開発のほか、日本国外企業の製品のOEM供給やライセンスを受け、日本国内向けに販売している。

## 概要
発売する家庭用ゲーム機向け周辺機器のほとんどは、ソニー・コンピュータエンタテインメントや任天堂などのプラットフォームメーカーのライセンスを受けずに発売されている。主力商品として改造ツール「コードフリーク」があり、以前は「秘技コード」を主要コンテンツとする専門誌隔月刊『コードフリークAR』が株式会社ブレイン・ストームから刊行されていた。
2020年4月1日、ゲームソフトのセーブデータを改竄できるプログラムを販売したとして、神奈川、新潟など4県警の合同捜査本部は、不正競争防止法違反の疑いで、法人としてのサイバーガジェットと、同社代表取締役ら計3人を横浜地検に書類送検したが、同年8月18日、同地検は同社と代表取締役ら計3人を不起訴処分とした。平成30年の同法改正でゲームのデータが保護の対象になって以降、法人の摘発は全国初とのことであった。

## 取り扱い製品
- コードフリークシリーズ
- プロアクションリプレイシリーズ

2006年までイギリス・デイテル社の総代理店だったがデイテル・ジャパン社設立に伴い契約が打ち切られ、「コードフリーク」の開発にシフト。
- 各ゲーム機用コントローラ、ケーブル等
- 各ゲーム機・コントローラ用保護フィルム、携帯用ケース等
  - ガチャピン×ムック ゲームアクセサリーシリーズ
- レトロフリーク

2015年10月31日発売のゲーム互換機。ファミリーコンピュータやスーパーファミコン、ゲームボーイシリーズ、メガドライブ、PCエンジンなど11機種9000タイトルに対応。2017年8月に株式会社いっとくによってテーブル筐体化された。
- セーブエディター[3]

## イメージキャラクター
- 紗綾（2006年7月よりのイメージガール）
- 美山加恋（2007年からのイメージガール）
- ジャンプくん